# Physical Review D
Physical Review D, o Phys. Rev. D, és una revista científica quinzenal, en anglès, fundada l'any 1970 i editada per la American Physical Society. Està especialitzada en les àrees de l'astronomia, cosmologia i la física de partícules, entre altres camps científics afins.
Els articles, abans de ser publicats, passen per una avaluació d'experts, i els seus autors han d'acceptar que siguin publicats sota el termes de la llicència de Creative Commons Reconeixement 3.0 No adaptada (CC BY 3.0). D'acord amb els informes del Journal Citation Reports, el factor d'impacte d'aquesta publicació era de 4,643 el 2015.